# 濱野礼奈
濱野 礼奈（はまの れな、1976年7月19日 - ）は、日本の元女子バレーボール選手、現指導者。

## 来歴
父は住友軽金属男子排球団の中心選手として活躍した濱野光之（後に順天堂大学男子バレーボール部監督）、母は元カネボウの苗代裕子というバレーボール一家に生まれた。母の実家（熊本県水俣市）で誕生し、埼玉県越谷市で育つ。人呼んで「バレーの申し子」。小学時代は硬式テニスに打ち込んだが、中学1年次にバレーボールに転向し、1991年に出場した全国都道府県対抗中学大会で埼玉県チームの一員として3位入賞を果たすと、一躍脚光を浴びた。
高校は國學院大學栃木高等学校に進学すると、1993年の春高準優勝やインターハイ優勝、国体優勝などに大きく貢献し、國學院栃木の一時代を築いた。一方、国際大会でも同年に開催された世界ユース選手権で銀メダル獲得に貢献した。大学は東京学芸大学に進学し、1997年の全日本インカレでは優勝に貢献し、自らもスパイク賞を獲得した。同年に開催されたユニバーシアードシチリア大会でも銅メダルを獲得している。
1999年にVリーグのデンソーエアリービーズに入団し、同年5月の黒鷲旗全日本選手権では若鷲賞を獲得するなど、中心選手として活躍したが2003-04シーズンをもって現役を引退した。
2004年4月に順天堂大学大学院修士課程に進学し、同学非常勤講師、同学男子バレーボール部コーチ、千葉県公立学校教員を務めた後、2012年4月に新潟医療福祉大学の講師兼女子バレーボール部監督に就任した。
2024年、順天堂大学スポーツ健康科学部准教授、女子バレーボール部監督に就任した。

## 球歴
- 全日本ユース代表 - 1993年 銀メダル
- ユニバーシアード代表 - 1997年 銅メダル、1999年 4位

## 所属チーム

### 選手
- 越谷市立栄進中学校
- 國學院大學栃木高等学校
- 東京学芸大学
- デンソーエアリービーズ（1999-2004年）

### 指導者
- 順天堂大学男子バレーボール部
- 新潟医療福祉大学女子バレーボール部（2012-2024年）
- 順天堂大学女子バレーボール部（2024年-）

## 受賞歴
- 1991年 - さわやか杯 強化選手
- 1993年 - 春高バレー ベスト6・優秀選手賞、インターハイ ベスト6・優秀選手賞
- 1994年 - 春高バレー 優秀選手賞、インターハイ 優秀選手賞
- 1997年 - 全日本インカレ スパイク賞
- 1999年 - 皇后杯第48回黒鷲旗全日本選手権大会 若鷲賞

## 参考
- 『月刊バレーボール』2000年2月号臨時増刊 第6回Vリーグ観戦ガイドブック 78ページ